# Лаврентьев, Андрей Алексеевич
Андрей Алексеевич Лаврентьев (1818—1889) — русский врач; тайный советник.

## Биография
Родился в 1818 году.
В 1843 году окончил медицинский факультет Императорского Харьковского университета.
Был участником обороны Севастополя; в гарнизоне Севастополя находился с 13 сентября 1854 года. Сначала состоял старшим ординатором Севастопольского морского госпиталя, с февраля 1855 года заведовал офицерским отделением (к этому времени за выслугу лет был уже произведён в надворные советники); в марте 1855 года награждён орденом Св. Анны 3-й степени (в июле 1855 года получил бант на орден), в 1856 году — орденом Св. Станислава 3-й степени с мечами.
В 1860 году был переведён старшим ординатором в Николаевский морской госпиталь. Был инспектором фельдшерской школы и работал врачом при пансионе Николаевской гимназии.
С 1869 года — старший судовой врач Черноморского флотского экипажа; в 1870 году произведён в коллежские советники.
В 1875 году был назначен помощником начальника медицинской части в Николаевском порту и произведён в статские советники; с 1881 года — начальник медицинской части в Николаевском порту и главный доктор Николаевского морского госпиталя. В 1882 году был произведён в действительные статские советники, а в июне 1887 года, за отличие по службе — в тайные советники с увольнением по болезни от службы с мундиром.
Умер в Николаеве в 1889 году.